# (3023) Heard
(3023) Heard es un asteroide perteneciente al cinturón de asteroides, descubierto el 5 de mayo de 1981 por Edward Bowell desde la Estación Anderson Mesa (condado de Coconino, cerca de Flagstaff, Arizona, Estados Unidos).

## Designación y nombre
Designado provisionalmente como 1981 JS. Fue nombrado Heard en honor al astrónomo canadiense John Frederick Heard.